# 小野修 (教育心理学者)
小野 修（おの おさむ、1934年5月7日 - ）は、日本の教育心理学者。臨床心理士。徳島文理大学教授。香川県出身。

## 経歴
香川県生まれ。1958年京都大学教育学部教育心理学科卒業。香川県児童相談所心理判定員、課長を経て所長、1989年に徳島文理大学助教授、その後、同大学教授に就任。1999年、定年退官。

## 著書
- 『親と教師が助ける登校拒否児の成長』黎明書房 1985、「親と教師が助ける不登校児の成長」2003
- 『登校拒否児から学ぶ 子ども・親・教師の成長のみちすじ』黎明書房 1992
- 『子どもとともに成長する不登校児の「親のグループ」ファシリテイターのためのマニュアル』黎明書房 2000
- 『トラウマ返し 子どもが親に心の傷を返しに来るとき』黎明書房 2007

編著
- 『子どもの非行に気づいたら 親と教師が助ける年少非行児の成長』編著 黎明書房 1987

### 翻訳
- J.マン『真実の自己をとりもどすまで エンカウンター・グループの週末』監訳 黎明書房 1976
- グロスバード 他著『保母・指導員はどうあるべきか』訳編 ルガール社 1980